# جزيرة سانتا روزا (كاليفورنيا)

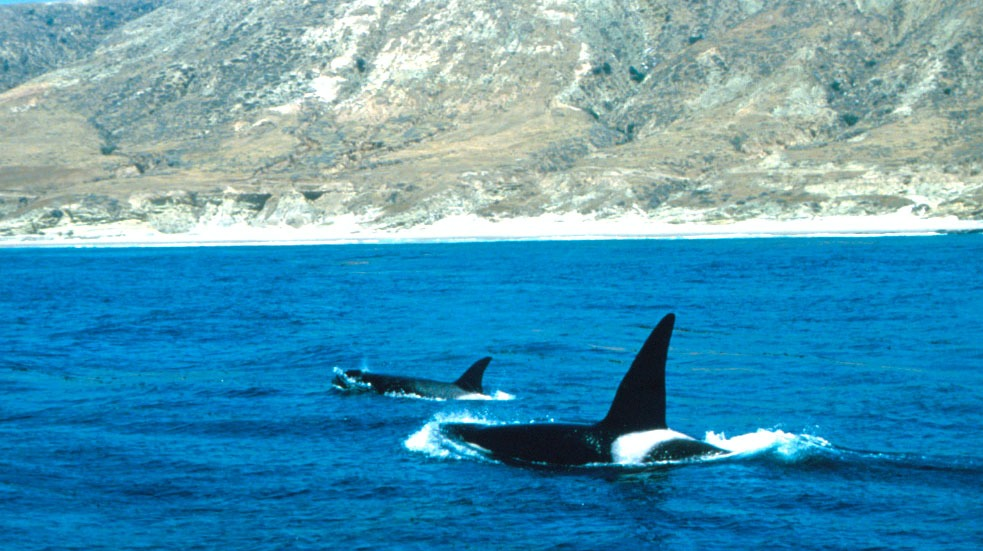
حوت قاتل بالقرب من جزيرة سانتا روزا

جزيرة سانتا روزا (بالإسبانية:Isla de Santa Rosa؛ Cruzeño : Wi'ma )  هي ثاني أكبر جزر القناة في كاليفورنيا بمساحة 53195 فدانًا (215.27 كم 2 أو 83.118 ميل مربع). تقع سانتا روزا على بعد حوالي 26 ميل (42 كـم) قبالة ساحل سانتا باربرا بكاليفورنيا في مقاطعة سانتا باربرا وهي جزء من متنزه جزر القناة الوطني.
كان التشوماش، وهو شعب أمريكي أصلي، يعيش في جزر القناة في وقت الاتصال الأوروبي.
اكتشفت في الجزيرة في عام 1959 بقايا رجل أرلينغتون سبرينغز البالغ من العمر 13000 عام، ويُعتقد أنها أقدم بقايا بشرية في الأمريكتين.
جزيرة سانتا روزا هي موطن نادر للتوري باين، وهو نوع من أشجار الصنوبر موجود فقط في موقعين حول العالم.

## أنشطة

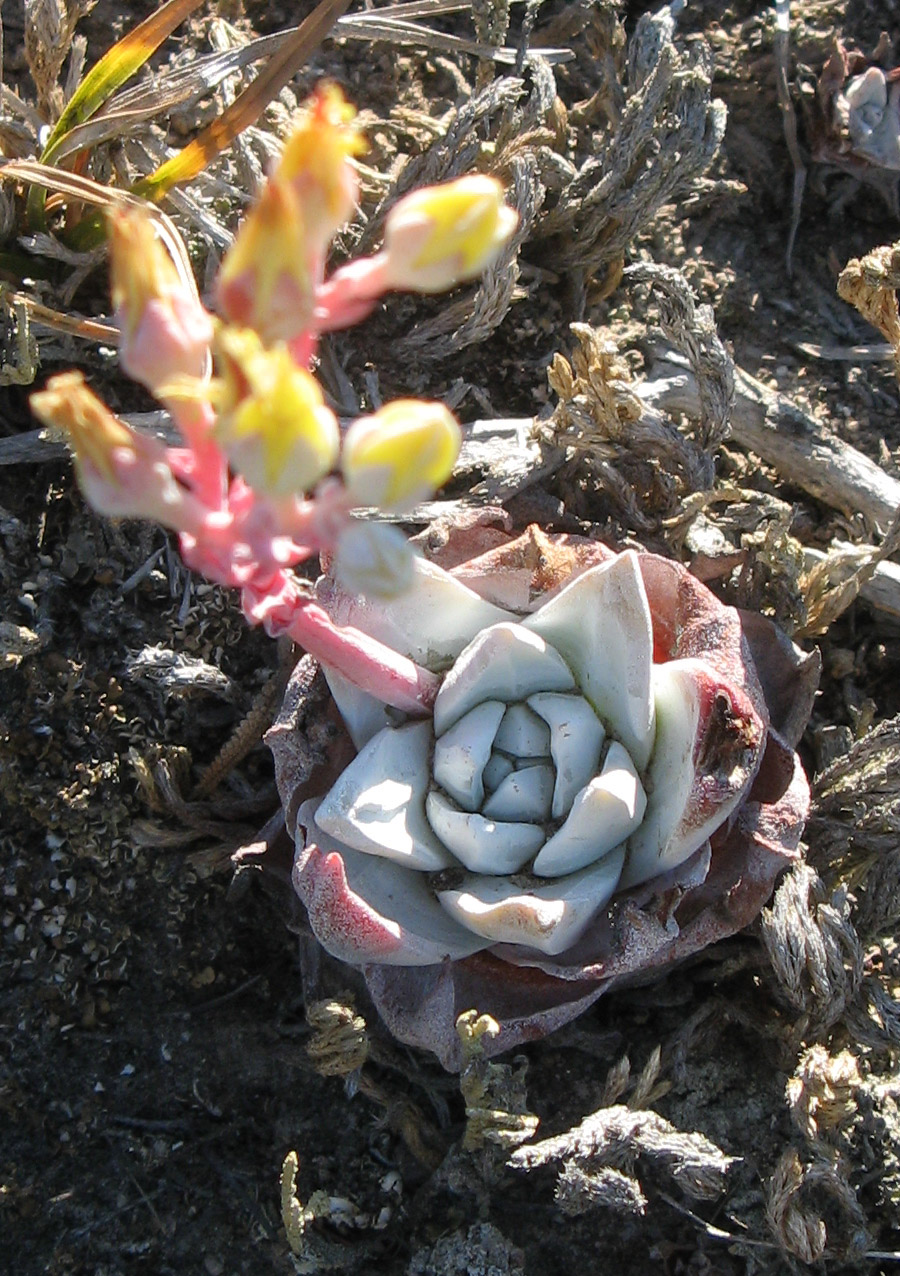
Munchkin dudleya ، نوع من النباتات المتوطنة

## البيئة

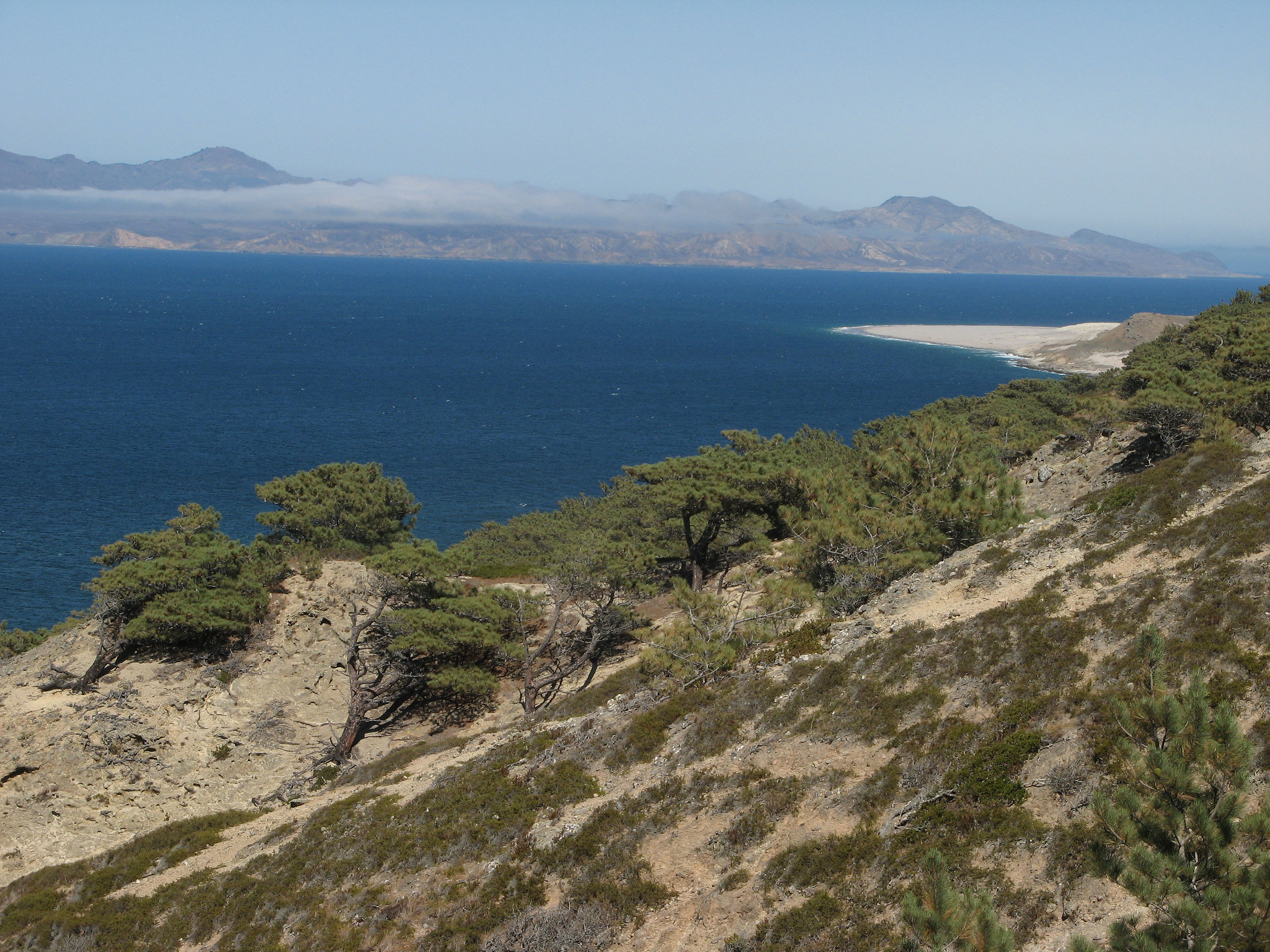
بستان توري الصنوبر في جزيرة سانتا روزا. منظر نحو جزيرة سانتا كروز.

## المناخ
تتمتع جزيرة سانتا روزا بمناخ متوسطي صيفي دافئ ( Csb في تصنيف مناخ كوبن ). في الشتاء ، يكون الصقيع غير معروف تقريبًا ، وفي الصيف يجعل الضباب البارد موجات الحرارة نادرة. الغالبية العظمى من الأمطار تسقط من ديسمبر إلى مارس. يبلغ إجمالي هطول الأمطار السنوي حوالي 15 بوصة على الساحل إلى ما يقرب من 20 بوصة على المنحدرات العليا. الصيف جاف باستثناء رذاذ الضباب.
| البيانات المناخية لـ{{{location}}} | البيانات المناخية لـ{{{location}}} | البيانات المناخية لـ{{{location}}} | البيانات المناخية لـ{{{location}}} | البيانات المناخية لـ{{{location}}} | البيانات المناخية لـ{{{location}}} | البيانات المناخية لـ{{{location}}} | البيانات المناخية لـ{{{location}}} | البيانات المناخية لـ{{{location}}} | البيانات المناخية لـ{{{location}}} | البيانات المناخية لـ{{{location}}} | البيانات المناخية لـ{{{location}}} | البيانات المناخية لـ{{{location}}} | البيانات المناخية لـ{{{location}}} |
| الشهر                              | يناير                              | فبراير                             | مارس                               | أبريل                              | مايو                               | يونيو                              | يوليو                              | أغسطس                              | سبتمبر                             | أكتوبر                             | نوفمبر                             | ديسمبر                             | المعدل السنوي                      |
| ---------------------------------- | ---------------------------------- | ---------------------------------- | ---------------------------------- | ---------------------------------- | ---------------------------------- | ---------------------------------- | ---------------------------------- | ---------------------------------- | ---------------------------------- | ---------------------------------- | ---------------------------------- | ---------------------------------- | ---------------------------------- |
| [بحاجة لمصدر]                      |                                    |                                    |                                    |                                    |                                    |                                    |                                    |                                    |                                    |                                    |                                    |                                    |                                    |

## معرض الصور

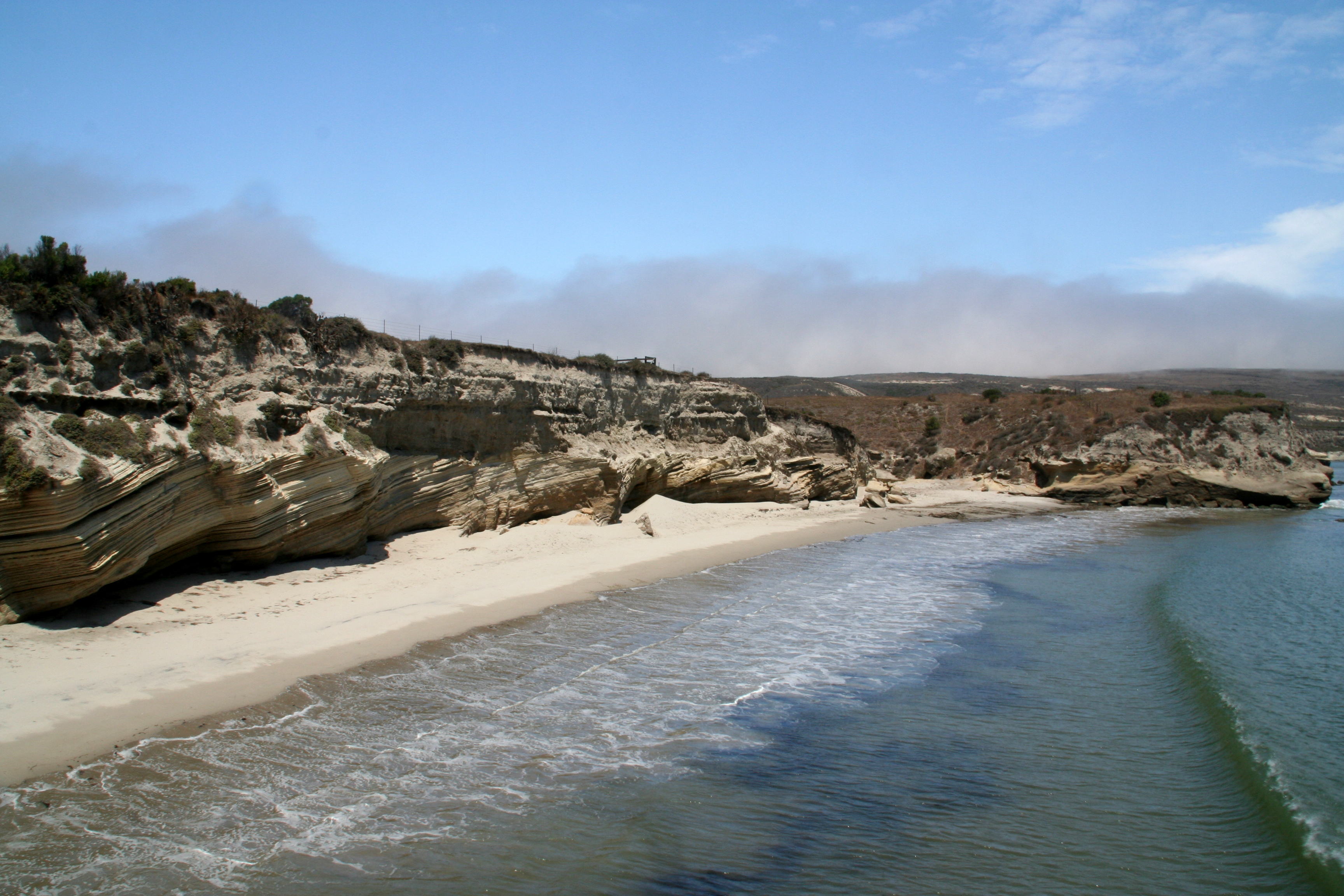
الشاطئ على الرصيف
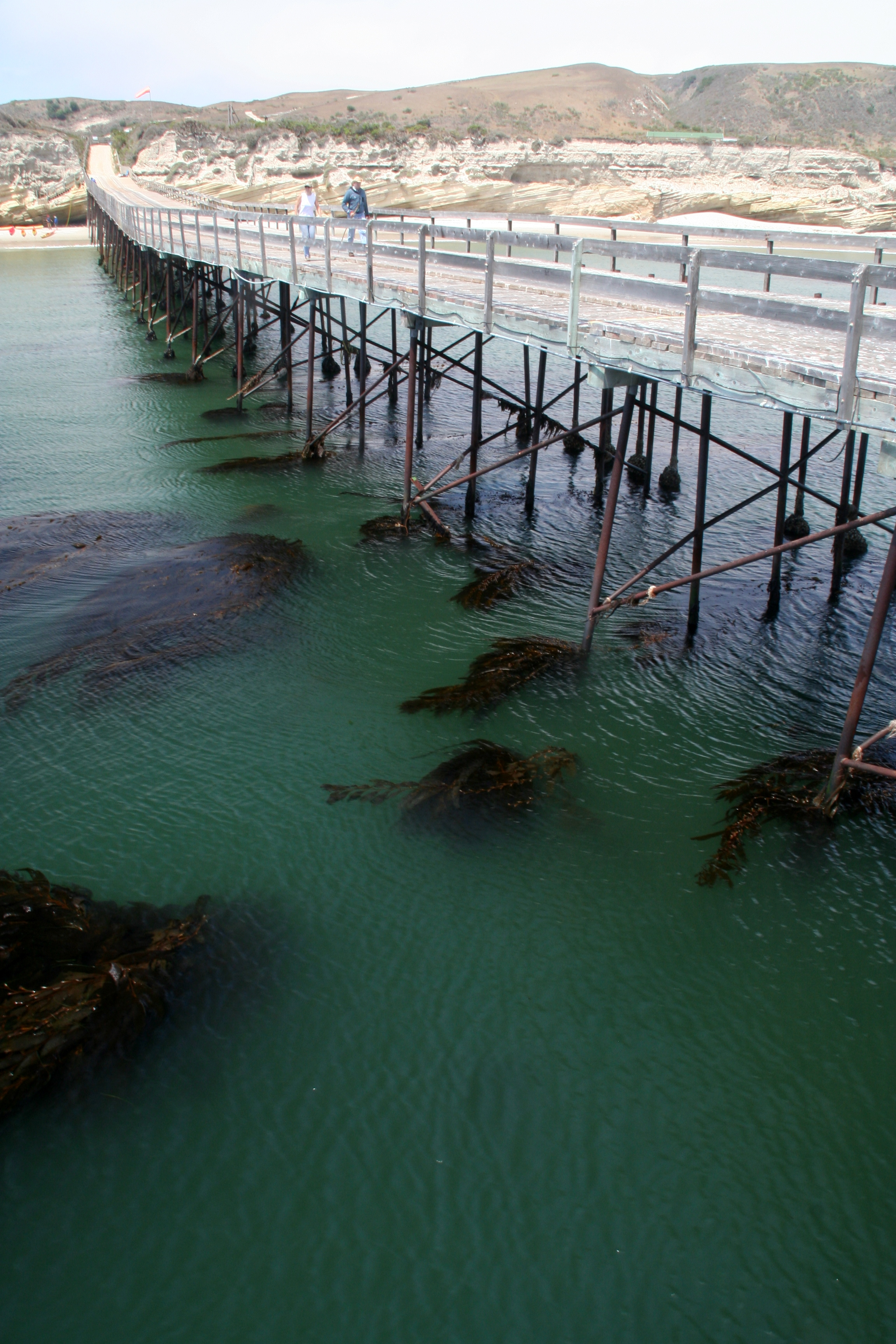
رصيف في جزيرة سانتا روزا
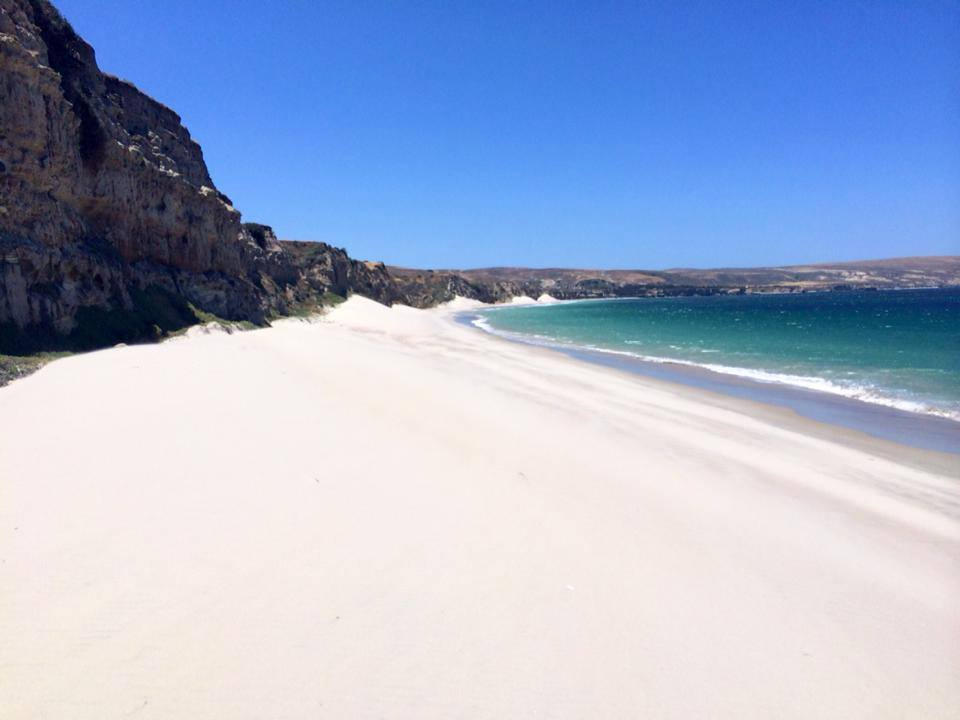
شاطئ الرمال البيضاء
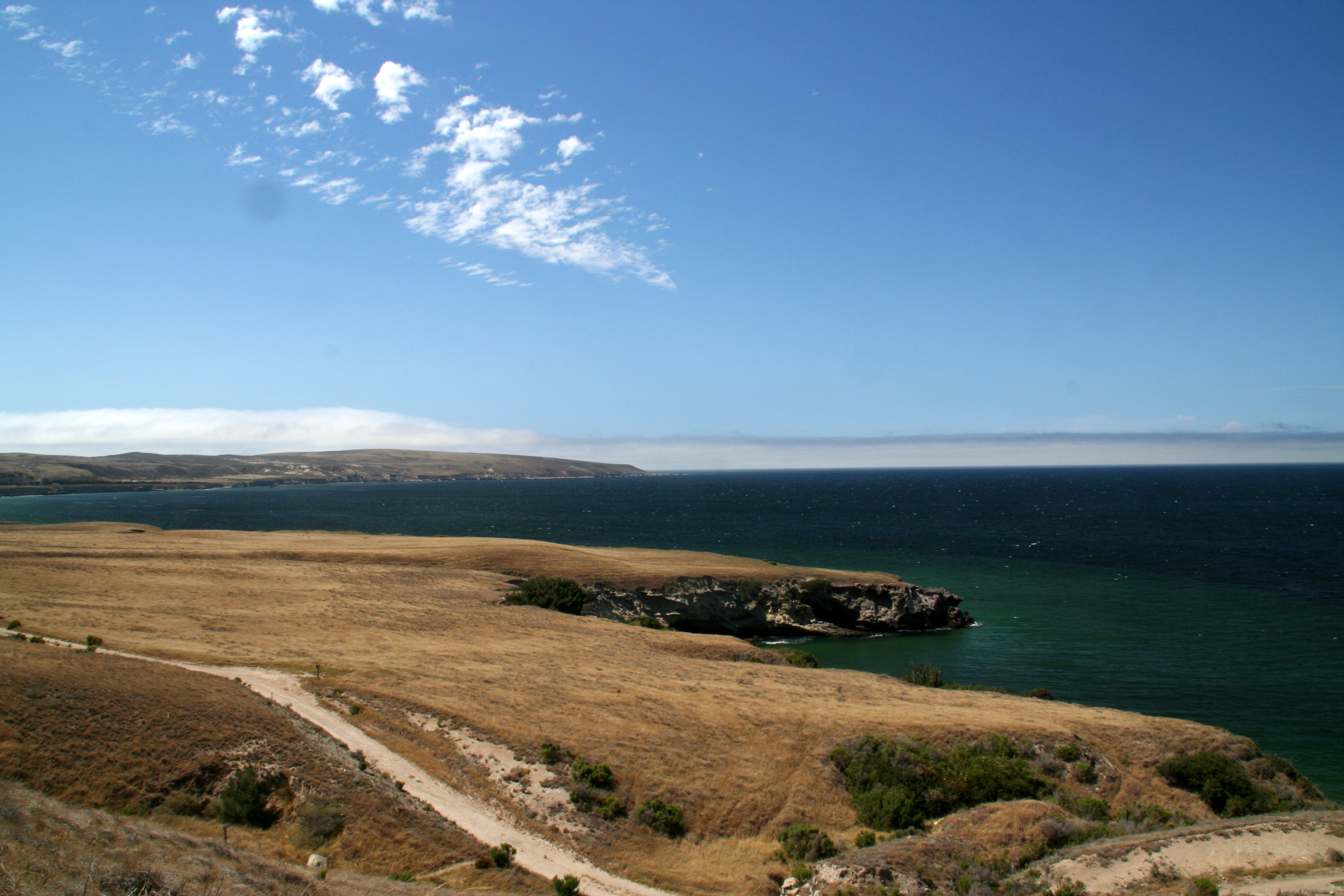
منظر من أعلى تل توري باينز
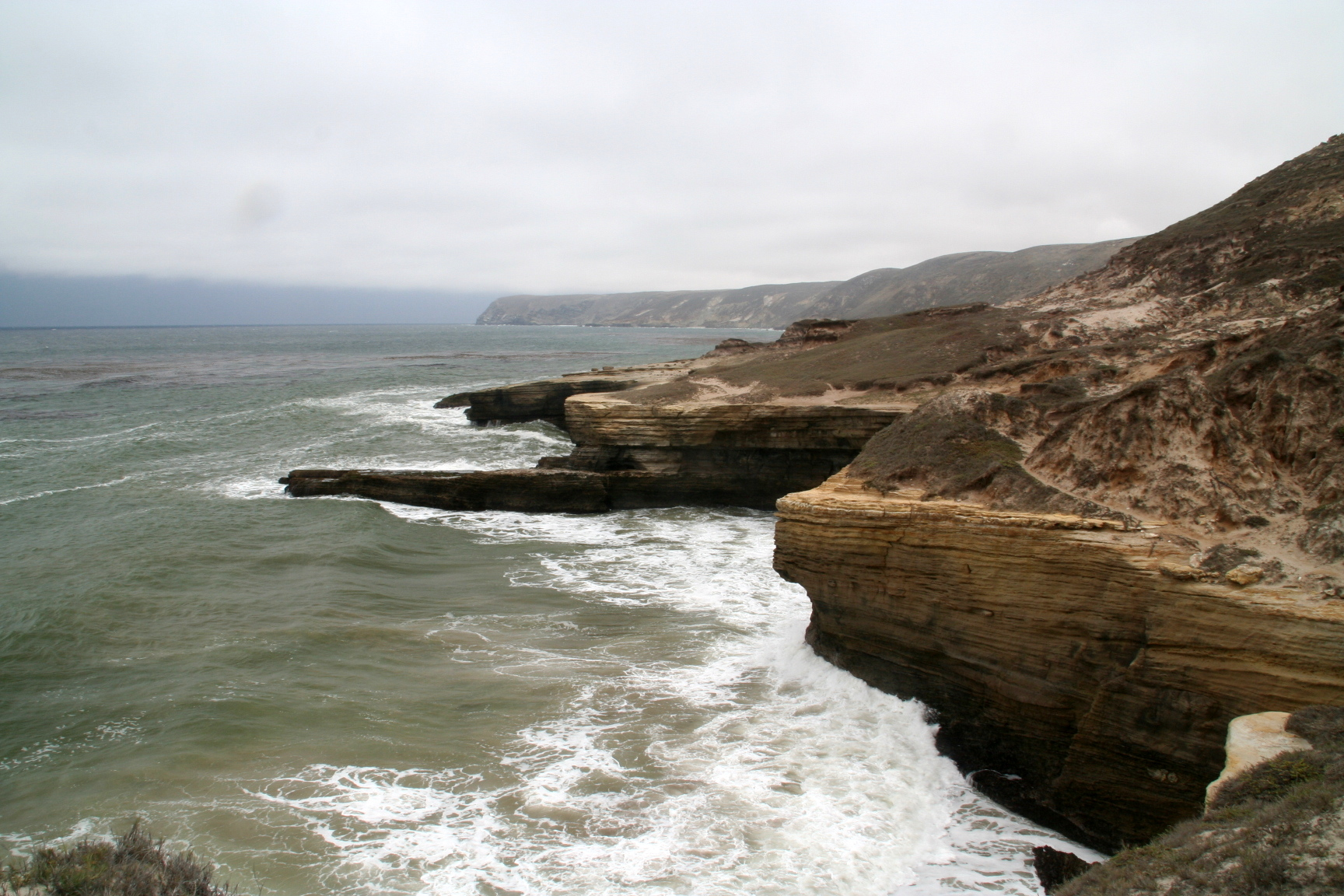
الجزء الشمالي من الجزيرة
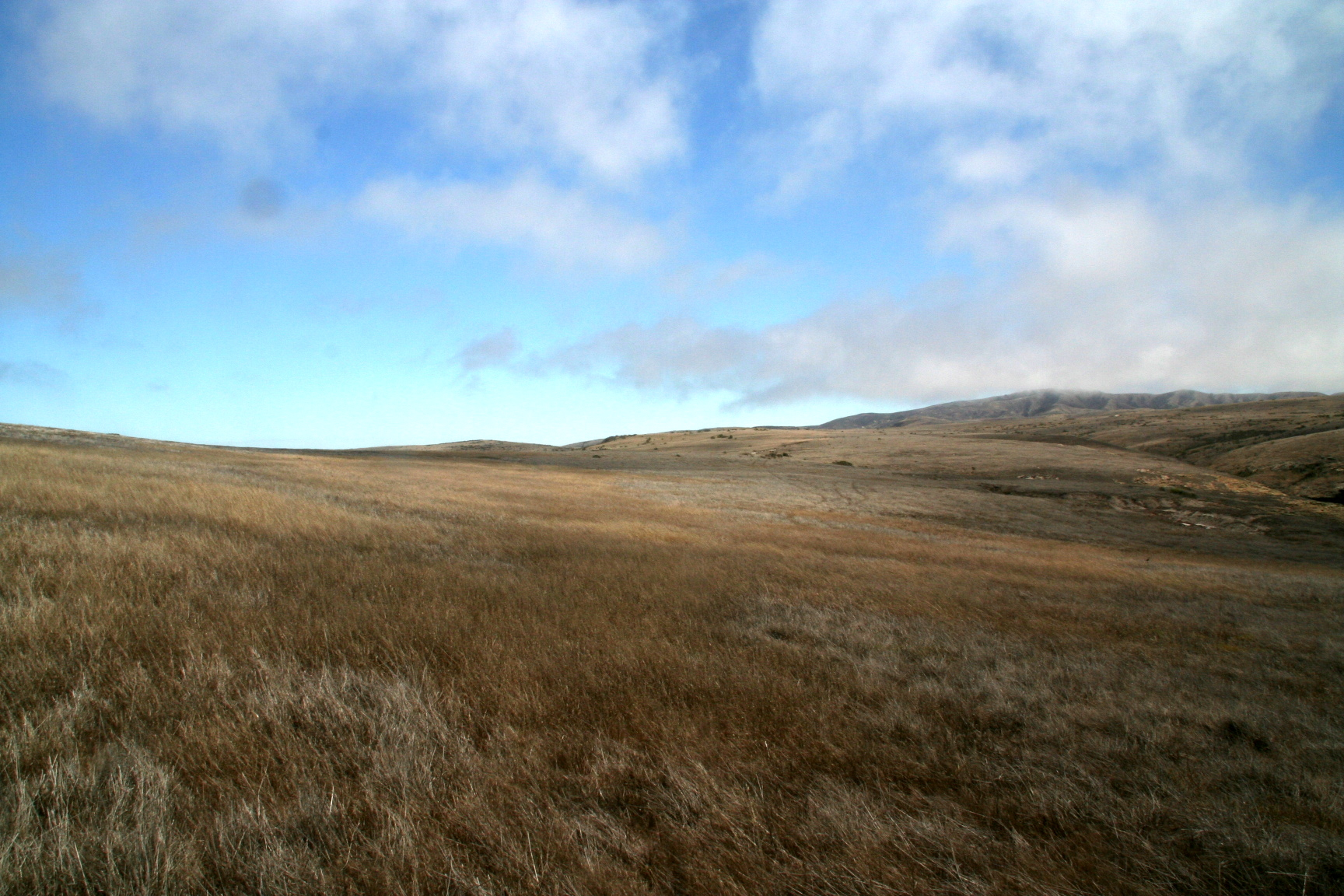
منظر للجزيرة
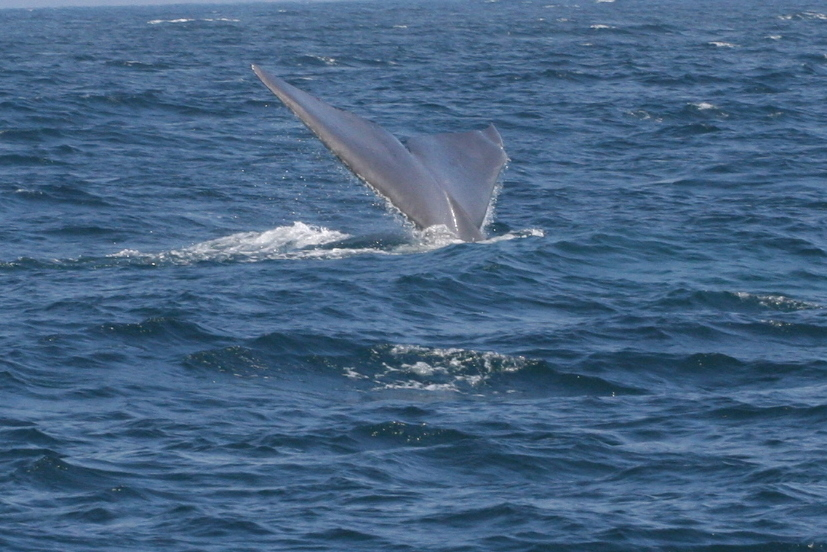
مشاهدة الحيتان حول الجزيرة ( الحوت الأحدب )
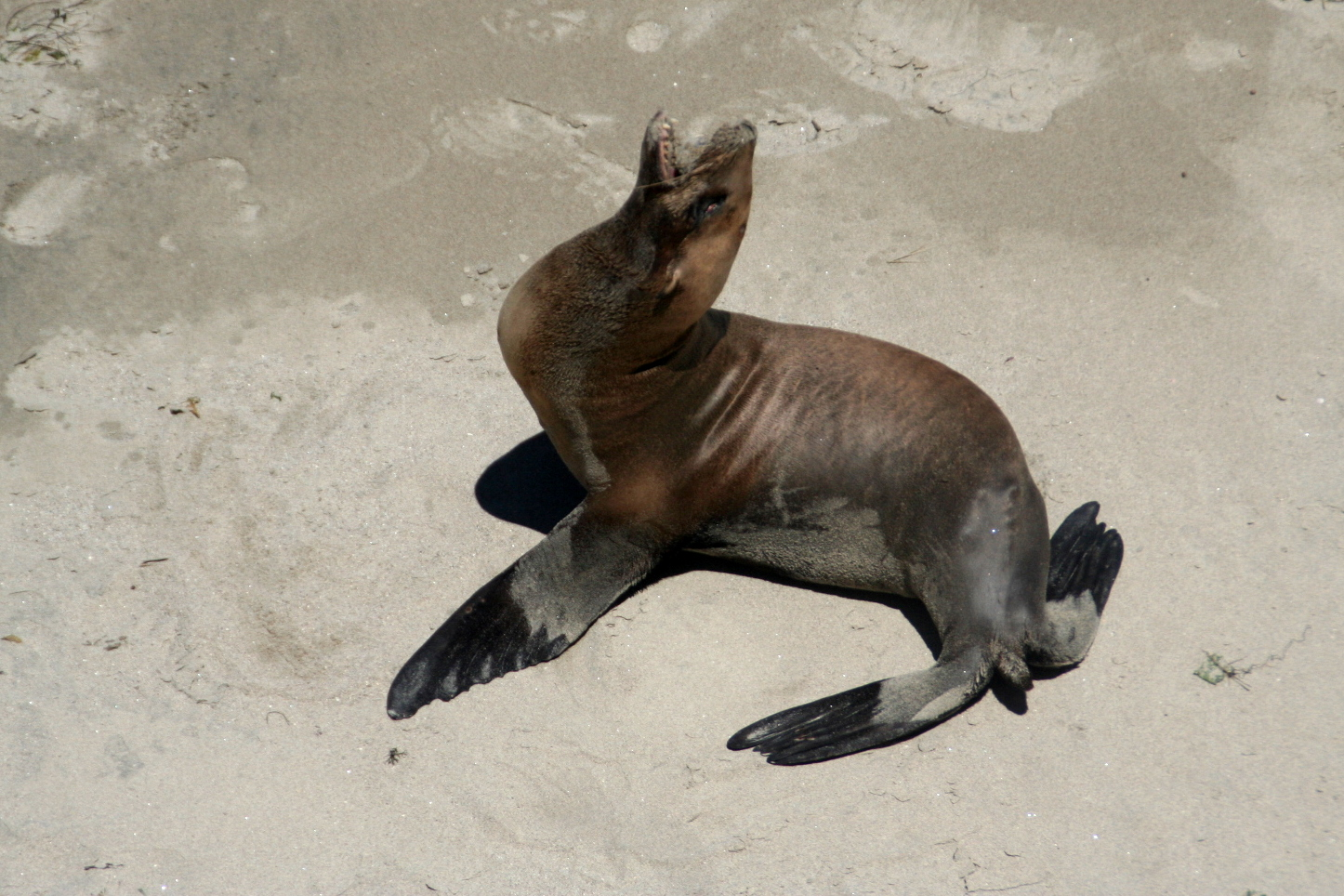
أسد البحر على الرصيف

## روابط خارجية
- موقع متنزه جزر القناة الوطنية - بواسطة إدارة المتنزهات الوطنية .
- مؤسسة جزيرة سانتا كروز: تاريخ جزيرة سانتا كروز